# Nanorouška
Nanorouška, přesněji nanovlákenná ústní rouška (chránící nos a ústa), je v souladu s normou EN 14683 stejně jako ostatní zdravotnické ústní roušky určena primárně k ochraně okolí před šířením kapének s bakteriemi a viry, vydechovanými uživatelem roušky. Vzhledem k unikátním filtračním vlastnostem používaných nanomembrán však nanoroušky, na rozdíl od konvenčních zdravotnických roušek, chrání v případě dobrého utěsnění na tváři do velké míry i jejího uživatele před vdechováním nebezpečných částic, včetně aerosolu s viry, rozptýleného v okolí uživatele nanoroušky. Aerosolové částice jsou přitom výrazně menší, než kapénky.

## Vlastnosti nanoroušky
Nanovlákenná ústní rouška obsahuje speciální filtrační membránu z nanovláken. Střední průměr nanovláken je zpravidla v rozmezí 200 až 500 nanometrů. Průměrná velikost pórů mezi nanovlákny ve filtrační membráně nanoroušky bývá ve stovkách nanometrů a ve srovnání s průměrem vláken je až několikanásobně větší. Nanovlákenná vrstva se však skládá z velkého množství dílčích vrstev, a tak se největší póry překryjí další vrstvou. Výsledná efektivnost záchytu částic velikostně odpovídajících střední velikosti pórů v nanovlákenné vrstvě je díky tomu výrazně lepší, než odpovídá největším pórům v dílčí vrstvě.
Důležitou roli hraje porozita nanovlákenné membrány. Póry mezi nanovlákny totiž tvoří 85 až 90 % objemu vytvořené membrány. Kombinace vysoké četnosti pórů a současně malé velikosti těchto pórů způsobuje výbornou prodyšnost nanovlákenného filtru a vysoký záchyt filtrovaných částic včetně virů a bakterií. Jiné materiály měřitelné v nanometrech, které by nezvyšovaly filtrační účinnost (záchyt) roušek, neopravňují jejího výrobce k označení nanorouška.
Použitý nanovlákenný materiál významně zvyšuje filtrační účinnost (záchyt) nanoroušky zejména v oblasti nejmenších částic. Aktuálně platná evropská norma EN 14683 předpokládá u zdravotnických ústních roušek záchyt kapének obsahujících bakterie zlatého stafylokoka (latinsky Staphylococcus aureus) minimálně 95 % (typ I) nebo minimálně 98 % (typ II a IIR). Tato norma přitom záchyt virů vůbec neřeší. Řeší pouze záchyt kapének (tedy simulace výdechu), které mají střední velikost kolem 3 mikrometrů nikoli však záchyt samotných bakterií či virů rozptýlených ve vzdušném aerosolu (simulace nádechu), které mají velikost řádově menší (např. koronavirus SARS-CoV-2 má udávanou velikost cca 80–150 nm).  Na rozdíl od konvenčních zdravotnických roušek, které je třeba po několika hodinách kvůli snížení filtrační účinnosti vyměňovat, mohou zdravotníci v průběhu celé své pracovní služby používat jednu nanovlákennou zdravotnickou roušku. Filtrační účinnost (záchyt) nanoroušek se totiž při jejich užívání v průběhu času nijak nesnižuje.
Vedle zdravotnických nanoroušek certifikovaných podle normy EN 14683 existují i komunitní nanoroušky, které se řídí pracovní dohodou CEN CWA 17553:2020 "Obličejové roušky pro veřejnost – Minimální požadavky, zkušební metody a používání", vypracovanou v souladu s vnitřními předpisy Evropského výboru pro normalizaci (CEN). Do kategorie komunitních nanoroušek patří i textilní roušky s nanovlákenným filtrem, textilní roušky s kapsou pro nanovlákenný filtr (komunitní nanorouškou je lze nazývat jen v případě, že je nanovlákenný filtr při užívání vložen do kapsy roušky), dále antivirové šátky a nákrčníky s nanovlákenným filtrem ve filtrační kapse produktu.

## Konstrukce nanoroušek
Nanovlákenná filtrační membrána je velmi jemná netkaná textilie, která se v prvním kroku kvůli své jemnosti při výrobě nanáší na mikrovlákennou netkanou textilii. V druhém kroku pak výrobce nanovlákennou membránu zakryje také z protější strany druhou vrstvou mikrovlákenné netkané textilie a zafixuje nanovlákenný filtr mezi dvěma mikrovlákennými textiliemi jako v sendviči. Mikrovlákenné netkané textilie tak nanovlákennou membránu z obou stran podpírají, kryjí a chrání před vnějším mechanickým zásahem. Mikrovlákenné netkané textilie umístěné z obou stran nanovlákenné membrány zachytí při nádechu nebo výdechu větší a střední částice, nanovlákenná struktura pak zachytí nejmenší částice. I v případě, že by výrobce přidal do konstrukce nanoroušky další filtrační vrstvy, pokaždé dodržuje zásadu, že nanovlákenná filtrační membrána musí být umístěna uvnitř nanoroušky minimálně mezi dvěma vrstvami mikrovlákenných netkaných textilií, aby nedošlo k jejímu mechanickému poškození.

## Hlavní rozdíly v záchytu mezi konvenční a nanovlákennou zdravotnickou ústní rouškou
Podstatná část konvenčních zdravotnických roušek využívá jako hlavní filtrační médium elektrostaticky nabité mikrovlákenné struktury (meltblown, spunbond apod.). Elektrostatický náboj v těchto netkaných textiliích výrazně pomáhá zachytit filtrované částice. Elektrostatika se ale v konvenčních zdravotnických rouškách vybíjí vlivem vlhkého dechu uživatele nebo vlivem běžné vzdušné vlhkosti v okolním prostředí. Stoprocentní vlhkost vytvořená dechem uživatele mezi jeho ústy a běžnou zdravotnickou rouškou snižuje filtrační účinnost konvenční zdravotnické roušky za dvě hodiny až o desítky procent.
Nanoroušky se na filtrační záchyt pomocí elektrostaticky nabitých mikrovláken nespoléhají. Jejich filtrační účinnost (záchyt) je díky tomu konstantní:
- Částice velikosti větší než jeden mikron (např. kapénky) se v nanoroušce zachytí v přímém záchytu. Filtr pro takto velké částice funguje jako síto a nepropustí částici větší, než je rozměr jeho póru.
- Část lehkých částic se zachytí díky setrvačnosti těchto částic. Lehké částice ve vzduchu putují se vzdušným proudem a spolu se vzduchem "obeplouvají" vlákna. Částice, které prolétají těsně kolem vlákna, se vlivem setrvačnosti mohou od proudnice odchýlit a srazit se s vláknem, kde se zachytí díky mezimolekulárním silám.
- Jemné částice tvořící tzv. aerosoly se od směru proudnice vzduchu odchylují díky tomu, že je vychylují srážky s molekulami vzduchu. Tento jev se nazývá Brownův pohyb. V důsledku toho se pohyb jemných částic po vzdušné proudnici skládá s chaotickým Brownovým pohybem. Brownův pohyb opět zvyšuje pravděpodobnost srážky jemných částic s nanovláknem a jejich zachycením na vláknu díky přitažlivým silám vlákna.
- Nanovlákna zachycují jemné částice i díky elektrickým silám. Do této skupiny patří velká skupina jevů. Některé polymery mohou lokálně vykazovat přebytek elektrického náboje a taková místa pak v důsledku elektrické indukce přitahují i jemné částice. Patří sem také přitahovaní v důsledku mezimolekulárních, tj. Van der Waalsových sil, které jsou také v podstatě elektrické povahy.

## Historie nanoroušky
Prototyp první nanoroušky vyvíjela Ing. Marcela Munzarová v letech 2012 až 2013 ve společnosti Nanovia s.r.o. Jejím cílem bylo vytvořit zdravotnickou roušku s nanovlákennou membránou, která by vyhovovala zdravotnické normě EN 14683 a současně vykazovala vyšší záchyt virů a bakterií, než určuje tato norma (norma EN 14683 nepopisuje testy filtrace samotných bakterií a už vůbec ne virů, pouze kapének obsahujících bakterie). Vývoj prvních nanoroušek byl součástí projektu Ministerstva vnitra České republiky VG20122014078 - APLIKOVANÝ VÝZKUM NOVÉ GENERACE OCHRANNÝCH MASEK S NANOFILTRY KE ZVÝŠENÍ OCHRANY OSOB Z KONSTRUKČNÍHO, TECHNOLOGICKÉHO A MATERIÁLOVÉHO HLEDISKA (2012-2014, MV0/VG). Na projektu spolupracovala také Technická univerzita v Liberci. První sérii nanoroušek si Nanovia s.r.o. nechala vyrobit z vlastní nanovlákenné membrány chráněné užitným vzorem UV 26 907 ve výrobním závodu společnosti DINA - HITEX, spol. s r.o. v roce 2014.

## Možnost rozšíření normy EN 14683
Norma Evropské unie EN 14683 v aktualizovaném znění předpokládá u zdravotnických ústních roušek filtraci kapének obsahujících bakterie ≥ 95% (typ I) nebo ≥ 98% (typ II a IIR). Tato norma záchyt samostatných bakterií ani virů zatím vůbec neřeší. Technologie a výrobní postupy vyvinuté v prvních dvou dekádách 21. století nyní umožňují rozšířit tuto zdravotnickou normu o novou kategorii zdravotnických roušek (typ III), která při zachování žádoucí prodyšnosti (≤ delta P 60 Pa) umožní požadovat i zvýšenou filtraci bakterií a nově také filtraci virů. Rozšíření normy o typ III pomůže zdravotníkům lépe čelit vysoké virové náloži při epidemiích a pandemiích a předcházet tak virové nákaze ve zdravotnických zařízeních mimo infekční oddělení. Vzhledem k tomu, že je nežádoucí, aby zdravotníci v době výkonu své služby sahali na vnější povrch případně kontaminované roušky nebo s ní jakkoli manipulovali, měla by zdravotnická rouška typu III vykazovat nesnížený záchyt virů a bakterií po 8 nebo více hodinách, aby ji zdravotníci v době své služby nemuseli měnit.

## Bezpečnost nanoroušek
V případě, že by uživatel rozřezal nebo roztrhal nanoroušku a dostal se k nanovlákenné membráně, je prakticky vyloučeno, že by z nanovlákenné struktury mohl vyjmout nebo uvolnit jednotlivé nanovlákno. Ani v laboratorních podmínkách dosud nebyl sestrojen nanonůž nebo jiný přístroj, který by z nanovlákenné membrány dokázal vyjmout nanovlákno a rozřezat jej na nanočástice. 
Délka jednoho nanovlákna je minimálně řádově ve stovkách mikrometrů až jednotkách milimetrů. Každé nanovlákno má po své délce stovky a více míst, kde se kříží s jinými nanovlákny. V těchto bodech působí třecí síla mezi nanovlákny, která neumožňuje jednoduché oddělení jednotlivých nanovláken ze struktury. Při mechanickém působení může dojít k roztržení nanovlákenné vrstvy a oddělení shluku nanovláken. Tyto shluky nanovláken mají ale charakter žmolku a velikost řádově v desítkách až stovkách mikronů. 
Takto vytvořené žmolky mají charakter běžného prachu. V případě jejich vdechnutí jsou zachyceny řasinkovým epitelem v nosní dutině. Buňky epitelu vylučují hlen, do kterého se zachycují různé prachové nečistoty. Řasinky buněk hlen posunují do nosohltanu, odkud hlen putuje do trávicího traktu. Trávicím ústrojím pak lidé nečistoty z těla vyloučí. Velikost vytvořeného žmolku neumožňuje jeho průchod stěnou buněk v trávicím ústrojí nebo na sliznici dýchacích cest. Zdravotnické nanoroušky splňující evropskou normu EN 14683 jsou při certifikaci testovány také na cytotoxicitu a kožní snášenlivost. Získaný evropský certifikát tedy potvrzuje jejich zdravotní bezpečnost.